# Décès de Kristie Fischer
Le 1er décembre 1991, Kristie Fischer, bébé de trois mois, est décédée dans l'incendie d'une maison à Thornwood, New York.
La famille de Fischer a accusé leur fille au pair, une Suissesse du nom d'Olivia Riner, d'avoir tué le bébé par incendie criminel. Ils ont déclaré qu'elle n'avait pas tenté de sauver le bébé et qu'ils croyaient donc qu'elle était coupable. Riner est originaire de Wettingen et a été baby-sitter pour une famille suisse pendant trois ans. Elle a travaillé comme assistante pédiatre avant d'être embauchée pour un an pour s'occuper de la famille Fischer, par l'intermédiaire de la société EF Au Pair.
Alex Prod'Homme de People a écrit que "l'affaire s'est transformée en une cause célèbre internationale", en partie parce qu'elle a presque coïncidé avec la sortie du film The Hand That Rocks the Cradle et en partie en raison de la gravité du crime. Richard Lorant de l'Associated Press a écrit que l'affaire était comparée au film et qu'elle «effrayait partout les mères qui travaillent». William Glaberson du New York Times a écrit que l'affaire "cristallise les préoccupations et les inquiétudes des parents à l'idée de laisser leurs enfants aux soins d'autres personnes".

## Héritage
Geraldo Rivera, selon Lorant, a suggéré et "presque accusé" un ami de la famille des Fischer d'en être l'auteur. Lorant a déclaré que la présentation de Geraldo "n'a pas nui" au cas de Riner.
Joyce Eggington a écrit le livre Circle of Fire: Murder and Betrayal in the "Swiss Nanny" Case. Eggington croyait que Riner avait perpétré le crime. Eggington a déclaré qu'elle croyait initialement que Riner était innocent, mais qu'elle a cru plus tard que personne d'autre n'aurait pu allumer les incendies.
Don Davis a écrit le livre The Nanny Murder Trial.
Après le procès, Riner a trouvé un emploi en Suisse et a commencé à travailler dans un cabinet médical. Son avocat a déclaré que Riner ne souhaitait pas donner d'interviews.
La famille Fischer a poursuivi EF Au Pair, demandant l'équivalent de 60 millions de livres sterling.

## Littérature
- Don Davis, The Nanny Murder Trial, 1993 (ASIN B000OA5RHC)